# هاري فيليبس
هاري فيليبس (بالإنجليزية: Harry Phillips)‏ هو قاضي وسياسي أمريكي، ولد في 28 يوليو 1909 في ووترتاون في الولايات المتحدة، وتوفي في 3 أغسطس 1985 بسبب حادث مرور. انتخب قاضي محكمة الاستئناف الأمريكية للدائرة الاتحادية وانتخب عضو مجلس نواب تينيسي.